# Jean-Baptiste Evariste Charles Pricot de Sainte-Marie

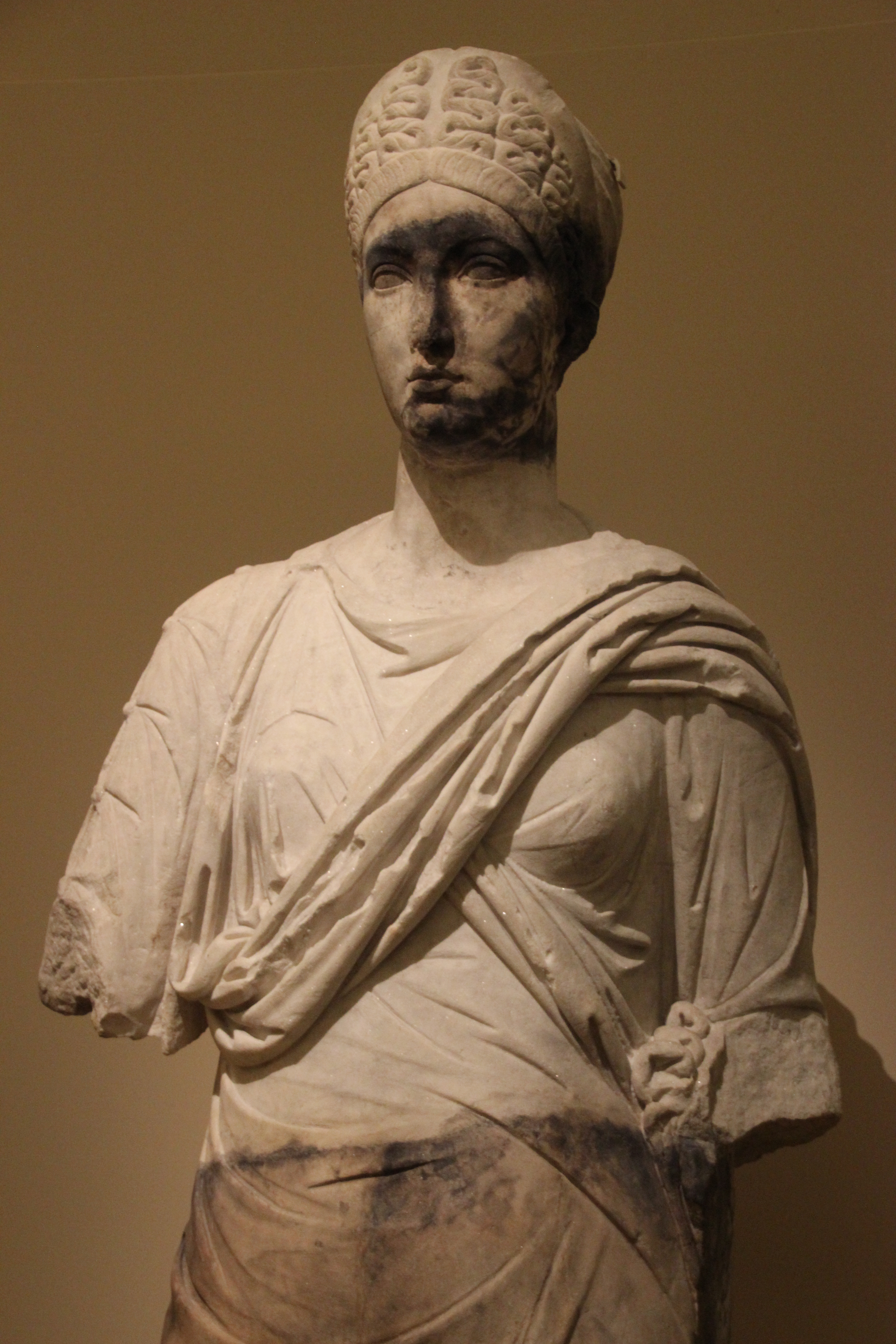
Estatua de Vibia Sabina encontrada en los restos del naufragio del Magenta en 1995

Jean-Baptiste Evariste Charles Pricot de Sainte-Marie (París, 1 de octubre de 1843-Madrid, 10 de febrero de 1899) fue un diplomático, arqueólogo y epigrafista francés. Fue hijo de Jean-Baptiste Evariste Marie Pricot de Sainte-Marie, militar y geógrafo.
Se le considera uno de los pioneros de la arqueología en el Eyalato de Túnez. Su nombre permanece unido al sitio arqueológico de Cartago así como al buque blindado de la armada francesa Magenta (1861), que naufragó en la costa de Tolón el 31 de octubre de 1875 con un cargamento de sus antigüedades y que fue objeto de excavaciones arqueológicas submarinas entre 1995 y 1998.
Como diplomático fue:
- Dragomán en Túnez (1862-1865)
- Dragomán canciller en Yeda (1865-1866), después en Sarajevo (1866)
- Cónsul en Mostar (1870-1873)
- Primer Dragomán de Túnez (1873-1876)
- Vicecónsul en Dubrovnik (1876-1878)
- Cónsul en Siros (1879) y Salónica (1889)
- Terminó su carrera diplomática en Santander (España) en 1889 y, tras el cierre del consulado fue asignado como archivero en el consulado en Madrid.

Pricot de Sainte-Marie contribuyó a la Sociedad de Geografía de París y envió inventarios de inscripciones de Bosnia a la Academia de Inscripciones y Lenguas Antiguas. Su actividad esencial consistió en misiones de exploración arqueológica en Túnez entre 1873 y 1876, tanto en el sitio arqueológico de Cartago como en el de Útica.

## Publicaciones
- Les Slaves méridionaux, leur origine et leur établissement dans l'Illyrie, París, 1874
- Mission à Carthage, París, 1884